# 1992 في إيطاليا
فيما يلي قوائم الأحداث التي وقعت خلال عام 1992 في إيطاليا.

## سياسة

### تعيين في المنصب
- 28 أبريل – جيوفاني سبادوليني Substitute President of Italy  [لغات أخرى]‏.
- 28 أبريل – فرانشيسكو كوسيغا عضو مجلس الشيوخ مدى الحياة.
- 28 مايو – أوسكار لويجي سكالفارو رئيس إيطاليا.
- 3 يونيو – جورجو نابوليتانو رئيس مجلس النواب الإيطالي [الإنجليزية]‏.
- 28 يونيو – جوليانو أماتو رئيس وزراء إيطاليا.

### انتهاء فترة المنصب
- 1 يناير – إلونا ستالر عضو مجلس النواب في الجمهورية الإيطالية.
- 13 أبريل – جيوفاني جوريا Italian Minister of Agriculture ‏.
- 22 أبريل – دومينيكو مودونيو عضو مجلس الشيوخ الإيطالي.
- 22 أبريل – نيلدي يوتي رئيس مجلس النواب الإيطالي [الإنجليزية]‏.
- 24 أبريل – جوليو أندريوتي رئيس وزراء إيطاليا.
- 28 أبريل – فرانشيسكو كوسيغا رئيس إيطاليا.
- 28 مايو – جيوفاني سبادوليني Substitute President of Italy  [لغات أخرى]‏.

## أفلام
من الأفلام التي صدرت هذه السنة في إيطاليا:
- 1 يناير – خامون خامون من إخراج بيغاس لونا.
- 1 يناير – وفاة عالم رياضيات نابولي من إخراج Mario Martone [الإنجليزية]‏.
- 18 ديسمبر – تشابلن من إخراج ريتشارد أتينبورو.

## برامج ومسلسلات وأنمي
- كاليميرو

## كتب
من الكتب التي صدرت هذه السنة في إيطاليا:
- 1 يناير – إن شاء لله من تأليف أوريانا فالاتشي.

## مواليد

### فبراير
- 7 فبراير – فابيو ميان لاعب كرة سلة إيطالي.
- 20 فبراير – ناستازيا بورنيت لاعبة كرة مضرب إيطالية.
- 28 فبراير – آنيكا نيديرويسير لاعبة كرة يد إيطالية.

### مارس
- 14 مارس – جياكومو بيريتا لاعب كرة قدم إيطالي.
- 30 مارس – لوكا فيتالي متسابق دراجات نارية إيطالي.

### مايو
- 9 مايو – مارتينا روسوسي لاعبة كرة قدم إيطالية.

### يونيو
- 11 يونيو – دافيدي زاباكوستا لاعب كرة قدم إيطالي.

### يوليو
- 3 يوليو – أرماندو بونتون متسابق دراجات نارية إيطالي.
- 10 يوليو – ماسيمو بارزياني متسابق دراجات نارية إيطالي.
- 12 يوليو – سيموني فيردي لاعب كرة قدم إيطالي.
- 25 يوليو – جيوفاني بيني لاعب كرة سلة إيطالي.

### أغسطس
- 1 أغسطس – دافيدي ستيربي متسابق دراجات نارية إيطالي.
- 23 أغسطس – أندريا تريني لاعب كرة سلة إيطالي.

### سبتمبر
- 18 سبتمبر – سيمون ثيرن لاعب كرة قدم سويدي.
- 23 سبتمبر – أنطونيو نيبالي دراج إيطالي.
- 30 سبتمبر – ماركو سيكتشيناتو لاعب كرة مضرب إيطالي.

### أكتوبر
- 10 أكتوبر – ريكاردو روسو متسابق دراجات نارية إيطالي.
- 13 أكتوبر – توماسو جابريلي متسابق دراجات نارية إيطالي.
- 20 أكتوبر – ماتيا دي شيليو لاعب كرة قدم إيطالي.
- 21 أكتوبر – مارتسيا نجمة يوتيوب إيطالية.
- 27 أكتوبر – ستيفان الشعراوي لاعب كرة قدم إيطالي.

### نوفمبر
- 5 نوفمبر – ماركو فيراتي لاعب كرة قدم إيطالي.
- 6 نوفمبر – جينارو ساباتينو متسابق دراجات نارية إيطالي.
- 10 نوفمبر – ماتيا بيرين لاعب كرة قدم إيطالي.
- 12 نوفمبر – أليساندرو جالانت لاعب كرة سلة إيطالي.
- 24 نوفمبر – لوكا فابريزيو متسابق دراجات نارية إيطالي.

## وفيات

### مارس
- 3 مارس – ليلا لومباردي (مواليد 1941) سائقة سيارة سباق إيطالية.
- 5 مارس – جوزيبي أولمو (مواليد 1911) درّاج طريق إيطالي.
- 19 مارس – تشيزاري دانوفا (مواليد 1926)
- 20 مارس – أرماندو تيستا (مواليد 1917) رسام إيطالي.

### أبريل
- 20 أبريل – جيان كارلو ويك (مواليد 1909)

### مايو
- 23 مايو – جيوفاني فالكوني (مواليد 1939)

### يونيو
- 2 يونيو – سيرجيو باجانيلا (مواليد 1911) لاعب كرة سلة إيطالي.

### يوليو
- 3 يوليو – لويجي ماركيزيو (مواليد 1909) درّاج طريق إيطالي.
- 19 يوليو – باولو بورسيلينو (مواليد 1940) قاضي إيطالي.

### أغسطس
- 2 أغسطس – جيوفاني كاتوزو (مواليد 1925) لاعب كرة قدم إيطالي.

### سبتمبر
- 9 سبتمبر – كارميلو دي بيلا (مواليد 1921)

### أكتوبر
- 22 أكتوبر – جورجيو دي ستيفاني (مواليد 1904) لاعب كرة مضرب إيطالي.

### نوفمبر
- 30 نوفمبر – ماريو جينتا (مواليد 1912) لاعب كرة قدم إيطالي.

### ديسمبر
- 14 ديسمبر – سيفيرينو ريغوني (مواليد 1914)